# Reppenstedt
Reppenstedt – miejscowość  i gmina położona w niemieckim kraju związkowym Dolna Saksonia, w powiecie Lüneburg. Jest siedzibą (niem. Samtgemeinde) gminy zbiorowej Gellersen.

## Położenie geograficzne
Reppenstedt leży 3 km na zachód od Lüneburga, a 45 km na południowy wschód od Hamburga.
Od wschodu sąsiaduje z  Lüneburgiem, od południa z gminą Südergellersen, od zachodu z gminą Kirchgellersen i od północy z gminami Vögelsen i Mechtersen z gminy zbiorowej Bardowick.
W skład gminy Reppenstedt wchodzi również dzielnica Dachtmissen.

## Historia
Pierwsza wzmianka miejscowości o nazwie Repinstid pochodzi z dokumentu z 1197, a już późniejsza z 1234 mówi o Reppenstedt. Pierwotnie wieś składała się z czterech gospodarstw i jednego szlacheckiego dobra ziemskiego.

## Komunikacja
Reppenstedt znajduje się 5 km od węzła Lüneburg-Nord na autostradzie A39 (dawna A250).